# Carmelo Miranda
Carmelo Miranda González es un ex ciclista español nacido el 20 de diciembre de 1969 en la localidad burgalesa de Aranda de Duero (España).
Como amateur ganó la Vuelta a Palencia en 1990. Sus mejores logros como profesional los consiguió en la Ruta del Sur de 1995, donde finalizó segundo de la general tras el suizo Laurent Dufaux y su participación en el Tour de Francia de ese mismo año.

## Equipos
- Artiach (1991-1993)
- Banesto (1994-1997)
- Estepona en Marcha-Brepac (1998)